# Joliet
Joliet — расширение файловой системы ISO 9660, созданное для ослабления ограничений на имя файла, накладываемых ISO 9660. Используется на всех CD-ROM носителях с данными, выпущенных после 1995 года. Спецификация была разработана фирмой Microsoft к середине 1990-х и поддерживается всеми версиями ОС Microsoft Windows со времён Windows 95 и Windows NT 4.0.
Joliet вводит дополнительный набор имён для файлов. Имена имеют длину до 64 символов Unicode и хранятся в кодировке UCS-2. Для их хранения используется специальный дополнительный заголовок (Supplementary Volume Descriptor, SVD), который безусловно игнорируется ISO 9660-совместимыми программами, обеспечивая этим обратную совместимость.
Большинство существующих программных платформ, включая Microsoft Windows, Linux, Mac OS X, и FreeBSD, способно читать носители информации с расширением файловой системы Joliet, что позволяет обмениваться файлами между этими операционными системами даже при использовании нелатинских алфавитов (таких как арабский, японский, кириллица), что было невозможно при помощи обычного ISO 9660.